# Kenji Kimihara
Kenji Kimihara, né le 20 mars 1941, est un ancien athlète japonais.
Il a pris part à trois éditions des Jeux olympiques d'été. En 1964, il terminait huitième sur le marathon. Il a remporté la médaille d'argent aux Jeux olympiques d'été de 1968. Quatre ans plus tard, il finissait cinquième.

## Palmarès

### Jeux olympiques d'été
- Jeux olympiques d'été de 1964 à Tokyo  Japon
  - 8e sur le marathon
- Jeux olympiques d'été de 1968 à Mexico  Mexique
  -  Médaille d'argent sur le marathon
- Jeux olympiques d'été de 1972 à Munich  Allemagne de l'Ouest
  - 5e sur le marathon

Divers marathons
- 4 fois vainqueur du Marathon de Beppu
- Vainqueur de Marathon de Boston en 1966
- Vainqueur de Marathon de Chiswick en 1968
- 2 fois vainqueur des Jeux asiatiques

### Marathon de Boston
- Victoire en 1966

## Documentaire
- 1964 : Chronique d'un coureur de marathon (あるマラソンランナーの記録, Aru marason rannā no kiroku?), documentaire de Kazuo Kuroki consacré à Kenji Kimihara[1]